# Rest (album)
Rest il quinto album in studio dell'attrice e cantante francese Charlotte Gainsbourg, pubblicato nel 2017.

## Tracce
1. Ring-a-Ring o' Roses – 4:28 (testo: Charlotte Gainsbourg – musica: SebastiAn)
2. Lying with You – 3:18 (testo: Gainsbourg – musica: SebastiAn)
3. Kate – 3:40 (testo: Gainsbourg – musica: SebastiAn)
4. Deadly Valentine – 6:04 (testo: Gainsbourg – musica: SebastiAn)
5. I'm a Lie – 3:29 (testo: Gainsbourg – musica: SebastiAn)
6. Rest – 3:38 (testo: Gainsbourg, Guy-Manuel de Homem-Christo – musica: de Homem-Christo)
7. Sylvia Says – 4:27 (testo: Gainsbourg, Sylvia Plath – musica: SebastiAn)
8. Songbird in a Cage – 4:32 (testo: Paul McCartney – musica: McCartney)
9. Dan vos airs – 3:33 (testo: Gainsbourg – musica: SebastiAn, Connan Hosford)
10. Les Crocodiles – 3:17 (testo: Gainsbourg – musica: SebastiAn, Hosford)
11. Les Oxalis – 7:57 (testo: Gainsbourg – musica: SebastiAn)